# Diocèse de Porvoo
Le diocèse de Porvoo (ou plus proprement diocèse de Borgå, puisque le diocèse unifie toutes les paroisses évangéliques-luthériennes suédophones de Finlande) est l'un des diocèses de l'Église luthérienne de Finlande.

## Localisation
Son siège épiscopal se situe à la cathédrale de Borgå/Porvoo.
Son territoire couvre toutes les paroisses suédophones de l'Église évangélique-luthérienne de Finlande et la paroisse germanophone de Helsinki, n'étant ainsi pas géographiquement cohérent. Les paroisses se situent en Ostrobotnie, Åland, la Finlande propre et Uusimaa/Nyland. Les paroisses finnophones dans le même territoire ne font pas partie du diocèse de Porvoo.

## Paroisses du diocèse
| Paroisses | Paroisses   | Paroisses  | Carte |
| --------- | ----------- | ---------- | ----- |
| 1         | Borgå       | Porvoo     |       |
| 2         | Helsingfors | Helsinki   |       |
| 3         | Nylands     | Uusimaa    |       |
| 4         | Raseborg    | Raasepori  |       |
| 5         | Åboland     | Turunmaa   |       |
| 6         | Åland       | Ahvenanmaa |       |
| 7         | Närpes      | Närpiö     |       |
| 8         | Korsholm    | Mustasaari |       |
| 9         | Pedersöre   | Pedersöre  |       |

## Évêques
| Évêque | Évêque                | Période   |
| ------ | --------------------- | --------- |
|        | Max von Bonsdorff     | 1923–1954 |
|        | Georg Olof Rosenqvist | 1954–1961 |
|        | Karl-Erik Forssell    | 1961–1970 |
|        | John Vikström         | 1970–1982 |
|        | Erik Vikström         | 1982–2006 |
|        | Gustav Björkstrand    | 2006–2009 |
|        | Björn Vikström        | 2009–2019 |
|        | Bo-Göran Åstrand      | 2019–     |